# Puente de Bard
El puente de Bard es un puente en arco en el Valle de Aosta (Italia), que cruza el río Dora Baltea entre los municipios de Bard y Hône.

## Historia
El origen del puente es incierto, aunque se supone que se remonta a la época romana. La primera referencia a la obra se remonta a 1272: en la Computa della Castellania di Bard, conservada en el archivo del Estado de Turín, se menciona "impuestos recibidos" sobre el "pons bardi".
También se encuentran testimonios del puente en documentos de 1343 y 1469, así como del período comprendido entre 1592 y 1596, en referencia a una inundación.
De documentos más recientes se desprende que el puente no era seguro en 1763, pero su reestructuración tuvo lugar en 1787. En los años 1990 el puente fue consolidado.

## Características
El puente es de piedra y consta de 3 arcos, con los que conecta la parte baja del pueblo de Bard, insertándose en la carretera estatal 26 del Valle de Aosta, con la parte sureste de Hône, en la calle Émile Chanoux. Antiguamente, el cauce del Dora Baltea era más ancho que hoy; en consecuencia, la longitud del puente también era mayor y, de hecho, actualmente hay tres arcos más pequeños enterrados en el lado de Hône.
Su trazado es ligeramente inclinado, descendiendo de Bard a Hône.
Aproximadamente en el centro del puente, en el lado norte de la balaustrada protectora, hay un edículo que contiene las estatuas de San Grato, la Virgen de la Gracia y San Antonio.
Se encuentra a poca distancia del fuerte de Bard y a pocos metros de la confluencia del arroyo Ayasse con el Dora Baltea. Por el puente pasa la Vía Francígena .